# 翟占一
翟占一（1956年10月—），男，汉族，山东济宁人，中华人民共和国政治人物，曾任中共凉山州委书记，四川省政协副主席，中共十七大、十八大代表。